# 山崎もえ
山崎 もえ（やまざき もえ、10月27日 - ）は、日本の女性歌手、アイドル、ライトノベル作家、シナリオライター。
神奈川県横浜市出身。元DEARSTAGE Inc.所属および「STAR☆ANIS」の元メンバー。血液型はO型。

## 略歴
歌手だった母親の影響で歌に興味を持ち、自らも歌手を志すようになる。高校在学時から仮歌の仕事を手掛けるようになり、プロの歌手として本格的な音楽活動を開始する。また、同時期に「@ほぉ〜むカフェ」や「秋葉原ディアステージ」に在籍。
ディアステージ在籍時、アイドル活動・音楽活動と並行して『ある日突然美少女の幽霊にとり憑かれてしまったわけだが』でKCG文庫からライトノベル作家デビューを果たす。アークシステムワークス制作の対戦型格闘ゲーム『BLAZBLUE』ではシナリオ執筆に参加する。
テレビアニメ『アイカツ!』に登場するアイドルユニット「STAR☆ANIS」の初代メンバーに抜擢され、登場キャラクター「藤堂ユリカ」の歌唱パート担当として2013年2月27日にランティスよりメジャーデビュー。2013年12月にはSTAR☆ANISを卒業した。
現在はPCゲームの主題歌を中心にソロ歌手として活動しながら、作家・シナリオライターとしても数々の作品を手掛ける他、同人サークル「あたりめぴんく」での活動や個人のライブ活動、トークイベントなどを精力的にこなしている。

## 人物
趣味は料理、眠ること。好きな色は紫。好きな食べ物はお肉（焼肉、すき焼きなど）、ハンバーグ、カレー、和菓子（きんつば、どら焼きなどのあんこ類）、チョコレート、マカロン。好きなお酒は「すず音」「澪」などの日本酒。 嫌いな物は、抹茶味のお菓子、カレー味の食べ物。
歌手デビュー後の一時期、鶯谷Boys＆Girlsでバー店員をしていたことがある。

## 参加作品

### テレビアニメ
2012年
- アイカツ!（藤堂ユリカ〈初代〉・歌唱パート担当）

2013年
- BLAZBLUE ALTER MEMORY（第10話「神殺しの繭」脚本協力）

### ライトノベル
- ある日突然美少女の幽霊にとり憑かれてしまったわけだが (KCG文庫)[8]
- せいふく! この中に誰か神貧乳はいらっしゃいませんか!? (KCG文庫)[9]

### 音楽CD
- AND DIAMOND（guest vocal）[10]
- Viva Evolution 「聾唖の歌」 （Halozy）
- TOHO SPEED 03 「Other place」（LiLA'c RECORDS）
- PCゲーム『アマツツミ』（Purple software）挿入歌「コトダマ紬ぐ未来」
- PCゲーム『学校のセイイキ』（feng）OP/ED主題歌「片思いのメロディを」「JUMPING TO DAYS!」
- Miracle Magical Toy Box（やまざき組 Moe Yamazaki BestAlbum）
- MMTB Second Stage（Moe Yamazaki MiniAlbum）
- PCゲーム『アオイトリ』（Purple software）挿入歌「タビダチノトリ」
- PCゲーム『アオイトリ』主題歌「アオイトリ」特別編カバーCD[11]
- 『アイカツ！』ディスコグラフィ
  - シングル
    - Third Action!
    - ダイヤモンドハッピー/ヒラリ/ヒトリ/キラリ
    - KIRA☆Power/オリジナルスター☆彡

  - アルバム
    - Fourth Party!
    - Calendar Girls

### ゲーム
- BLAZBLUE CHRONOPHANTASMA EXTEND（アークシステムワークス）
- 神話創世RPG アマデウス（角川書店・TRPG）[12]

### パチンコ・パチスロ
- CR麻王DX 「ハピネス☆ポポポーンｯ」（西陣）（麻王ボーナススペシャル時楽曲）[13]
- P織田信奈の野望 全国版（西陣）[14]

### その他
- BURNS SKOOL（GiantStep）ストーリー構成

## イベント出演
- 川上千尋と山崎もえのトークイベント 『黒猫と小鳥のちいさな赤の物語』[15]
- 川上千尋と山崎もえのトークイベント 『黒猫と小鳥のちいさなMの物語』[16]
- 川上千尋と山崎もえのトークイベント 『黒猫と小鳥のちいさなYの物語』[17]
- 晴れ女の会（綾奈ゆにこ、山口ひかるとのトークイベント）[18]
- 美少女ゲームミュージックライブ「BGM Live!! 2017 TOKYO」 [19]
- ワンダーワールド 大阪[20]
- Purplesoftware 2nd live[21]
- Purplesoftware 3rd live[22]
- Purplesoftware 4th live[23]